# Raet nationalpark
Raet nationalpark er en nationalpark i Arendal Tvedestrand og Grimstad kommuner i Agder fylke i Norge.
Parken blev oprettet 16. december 2016 forat beskytte et stort naturområde i havet og på land.
 Området består af et varieret kystlandskab og interessante økosystemer med stor artsmangfoldighed samt godt bevarte kvartærgeologiske lokaliteter med stor naturhistorisk værdi. Raet er en randmoræne fra isens fremstød for omkring 12.000 år tilbage. Området har stor betydning for friluftslivet. Landskabet er præget afmenneskers brug gennem tiderne. 
Nationalparken har et areal på  ca. 607 km², hvoraf 599 km² er hav.  Den strækker sig fra Lyngør i Tvedestrand kommune i nordøst til Valøyene i Grimstad kommune i sydvest. I Arendal omfatter nationalparken hele kommunens kyststribe, og det meste af  nationalparkens landareal ligger her på øerne Tromøy og Merdø. 
Raet landskapsvernområde og en række naturreservater blev indlemmet i nationalparken ved oprettelsen.

## Raet
Raet er en kvartærgeologisk formation fra sidste istid og den kan spores rundt i hele Skandinavien; i Raet nationalpark dels over land og dels under havet. Strande med rullesten er karakteristisk hvor morænen er stærkt udvasket af havet; på mere beskyttede lokaliteter er der fine sandstrande som er atraktive for badeliv. Dette gælder bl.a. på Hove, Merdø og Haslatangen. Morænens landside har mange steder gode landbrugssarealer, men disse  er udnfor parkens grænser. 
Haslatangen er en lokalitet i nationalparken som ligger hvor  Raet går i land på fastlandet. Her vokser en bøgeskov, et træart som trives særlig godt på morænejord. Lige udenfor ligger Jerkholmen, en lille ø som hovedsagelig består af morænemateriale. Øen har to imponerende gravhøje fra bronzealderen / jernalderen. 
En helt speciel lokalitet i Raet nationalpark er den lille rullestensholm Målen (130 m lang) øst for Tromøy. Her stikker toppen af raet op  over havoverfladen og danner en lille, ustabil ø af rullesten. Mange skibe er forlist i  området, som er kendt som en skibskirkegård. 
Raet fortsætter østover fra Raet nationalpark til Jomfruland nationalpark i Telemark og videre til Mølen i Vestfold.

## Galleri
- Rullestenstrand Lille Spornes
- Fra Lille Spornes
- Rullestenstrand.
- Rullestenstrand på Spornes
- Torungene fyr.
- Lille Torungen med fyret
- Varde på Torungen til markering av lokalitet for nedskudt allieret fly under 2. verdenskrig.
- Kalvøysund repræsenterer kulturhistorie i og nær ved nationalparken.
- Bjellandstrand
- Lyngør fyr.